# Patinoire de Colombes
La patinoire de Colombes est la patinoire municipale de la ville de Colombes près de Paris. Elle a été inaugurée en 1974 et contribue à la renommée de la ville sur le plan national et international.

## Description
La patinoire de Colombes a été inaugurée en 1973. Elle offre une piste de glace de 56 mètres de long sur 26 mètres de large. Sa capacité d’accueil est de 1 200 places assises.
La patinoire olympique de Colombes accueille du patinage artistique et du hockey sur glace. Elle est connue pour avoir été le centre d'entraînement de Philippe Candeloro dans les années 1990. 
La patinoire est menacée de fermeture une première fois en 2011, puis de nouveau en 2022, et est définitivement fermée le 26 juin 2022. 

## Club résident
Le Club Colombes Sur Glace s'occupe de l'apprentissage du patinage artistique et du ballet sur glace,comme équipe de ballet il y a les Estrella (championne de France 2022 et quatrième au championnat du monde à Boston) et les Evelkia. Le club propose des cours de patinage de l'initiation jusqu'à la compétition. Le club propose pour les compétiteurs des horaires aménager (sport étude).
De 2002 à 2008, à la suite de l'incendie de la patinoire du Vésinet, le club de hockey sur glace les Anges du Vésinet s'installe provisoirement dans la patinoire. Après les élections municipales de 2008, la municipalité du Vésinet ne souhaitant pas reconstruire la patinoire de la ville, le club quitte définitivement celle-ci et devient les Anges de Colombes au sein de la section hockey du C.S.G. Colombes. 
En septembre 2016, Claude Ghioni, ancien entraîneur et directeur sportif du club du Vésinet, crée le Colombes Hockey Club qui est désormais indépendant comme le souhaitait la Fédération Française de Hockey sur glace. Ce club s'occupe de l'apprentissage du hockey sur glace, de la compétition avec Les Anges de Colombes et de la section loisir sous le nom des Mille pattes.

## Compétitions
La patinoire a accueilli plusieurs compétitions nationales :
- la coupe de France de hockey sur glace 1977-1978 en avril 1978
- les championnats de France 1992 de patinage artistique en décembre 1991
- les championnats île de France et Nationaux   de Hockey sur Glace
- les tournois internationaux de Hockey loisir